# 시리 노스

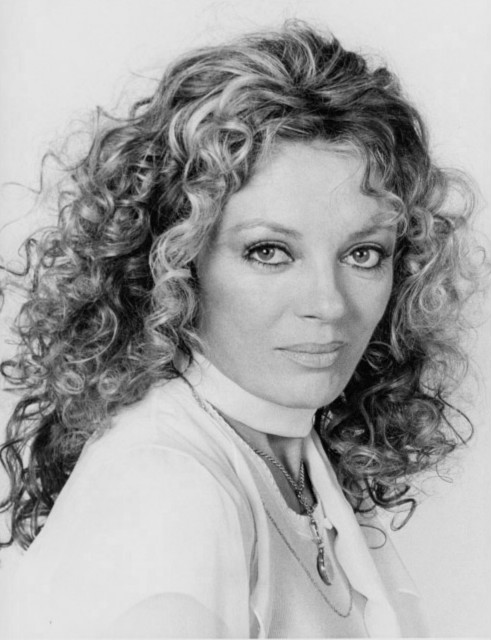

셔리 노스(영어: Sheree North, 영어 발음: /ʃəˈriː/, 본명: 돈 셜리 크랭(Dawn Shirley Crang), 1932년 1월 17일 ~ 2005년 11월 4일)는 미국의 배우, 무용가, 가수이다. 로스앤젤레스에서 태어났으며 로스앤젤레스에서 사망하였다.

## 출연 작품
- 수잔스 플랜 (1998년)
- 누명 (1991년)
- 욕망의 덫 (1991년)
- 엽살경찰 (1988년)
- 마릴린: 언톨드 스토리 (1980년)
- 아마츄어 나이트 (1979년)
- 텔레폰 (1977년)
- 생존 (1976년)
- 마지막 총잡이 (1976년)
- 브레이크아웃 (1975년) - 마이나 역
- 윈터 킬 (1974년)
- 아웃핏 (1974년)
- 코작 (1973년)
- 돌파구 (1973년)
- 롤링 맨 (1972년)
- 로맨 (1971년)
- 대혈투 (1971년)
- 소녀는 괴로워 (1969년)
- 집시 나방 (1969년)
- 형사 마디간 (1968년) - 존시 역
- 데스티네이션 이너스페이스 (1966년)
- 도망자 (1963년)
- 노 다운 페이먼트 (1957년)
- 베스트 씽스 인 라이프 알 프리 (1956년)
- 리빙 잇 업 (1954년)
- 히어 컴 더 걸스 (1953년)

### 텔레비전
- 사인필드 (1990년)
- 형사 헌터
- 닥터 게논 (1969년)
- 벤 케이시 (1961년)